# Марсело Ромеро
Марсело Ромеро (ісп. Clever Marcelo Romero Silva; нар. 4 липня 1976) — колишній уругвайський футболіст, півзахисник відомий за виступами за «Малагу» та збірну Уругваю.

## Клубна кар'єра
Марсело народився в Монтевідео, де виступав за місцевий клуб «Дефенсор Спортінг». У 1996 році півзахисник підписує контракт з одним з найсильніших клубів Уругваю, «Пеньяролем». За «чорно-жовтих» Ромеро провів 84 матчі і забив 5 м'ячів.
Влітку 2001 року півзахисник уклав контракт з іспанською «Малагою», де возз'єднується зі своїм партнером по збірній Даріо Сільвою. Він стає одним з ключових футболістів команди, допомагаючи клубу дістатися до 1/4 фіналу Кубка УЄФА, через Кубок Інтертото. За команду з Андалусії, Ромеро провів більше 100 матчів. Останні два сезони Марсело нечасто з'являється на полі, тому взимку 2007 року перейшов у команду, яка виступала у Сегунді Б, «Лусену». У новій команді він проводить рік, взявши участь у 14 зустрічах.
4 лютого 2009 року Ромеро уклав угоду з американським клубом «Кароліна Рейлгоукс», який виступав в національній лізі США. Після підписання контракту з'ясувалося, що у Ромеро травма коліна. Через проблеми з коліном, Марсело зміг взяти участь лише в одному товариському матчі за нову команду в рамках підготовки до сезону, а в квітні 2009 року клуб розірвав угоду з футболістом. У тому ж році Ромеро завершив свою ігрову кар'єру.

## Міжнародна кар'єра
20 вересня 1995 року в товариському матчі проти збірної Ізраїлю, Ромеро дебютував у збірній Уругваю. У 1997 і 1999 роках він у складі національної команди брав участь у Кубку Америки, де 1999 він виграв срібні медалі.
У 2002 році Марсело потрапив у заявку збірної на участь у чемпіонаті світу 2002 року. На турнірі півзахисник взяв участь у двох матчах проти збірних Сенегалу і Франції.

## Тренерська кар'єра
З сезону 2011/12 працював як тренер юнацької команди «Алаурін-де-ла-Торре» з однойменного міста. У жовтні 2012 року він став тренером першої команди, що грала в іспанській Терсері.
З літа 2014 року став асистентом Хав'єра Грасії в «Малазі», де працював протягом сезонів 2014/15 і 2015/16. У сезоні 2016/17 продовжив працювати у клубі помічником нового тренера Хуанде Рамоса, а 28 грудня 2016 року, після звільнення Рамоса, Ромеро став новим головним тренером «Малаги».

## Досягнення
- Переможець Кубка Інтертото: 2002
- Фіналіст Кубка Америки: 1999